# 吉祥里

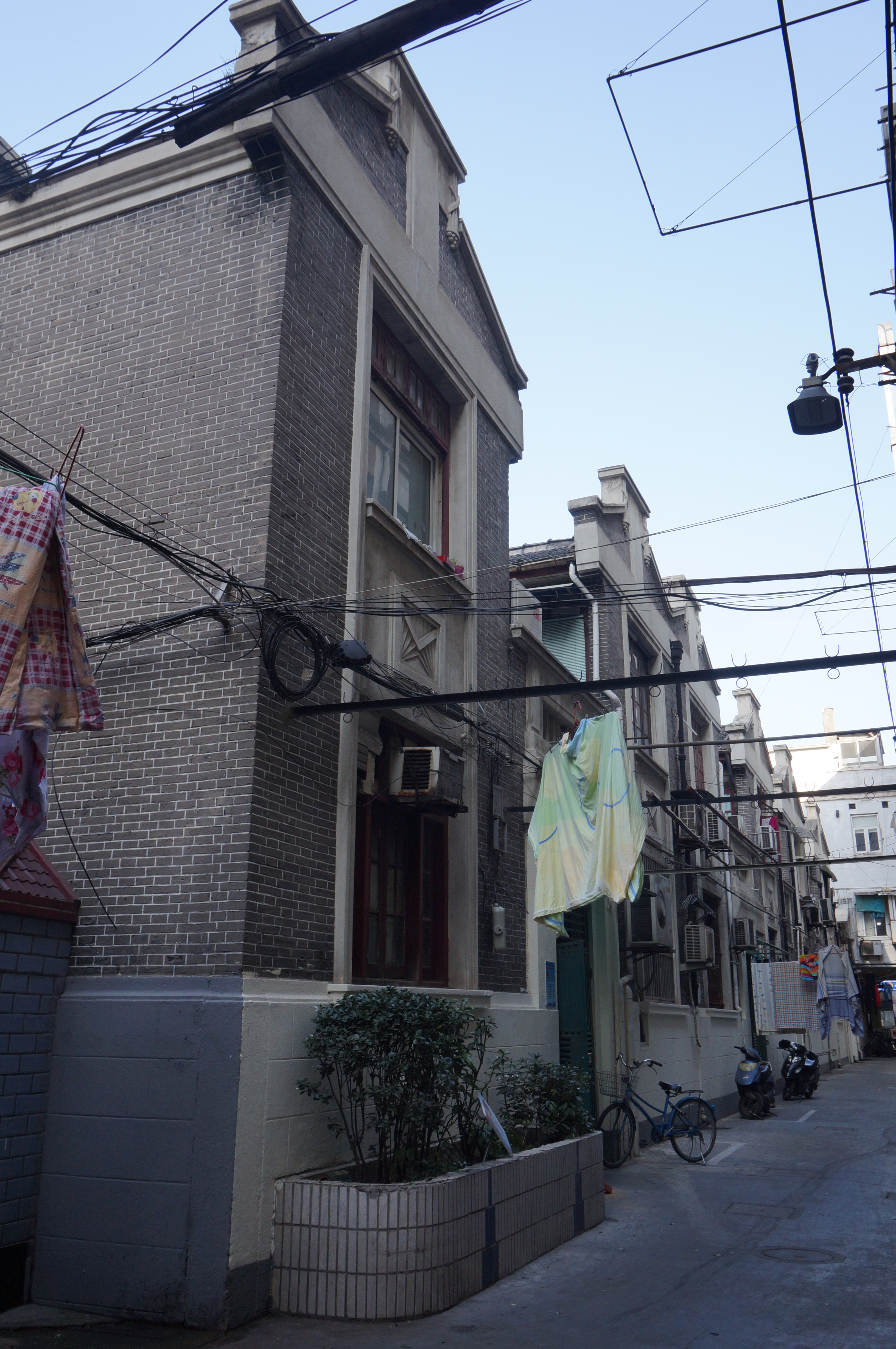
吉祥里

吉祥里是中国上海的历史建筑，位于今黄浦区河南中路531、541弄（东门）、山东北路22弄（西门），建于1876年，包括17幢2层老式石库门里弄住宅，总面积5790平方米。
吉祥里18号是上海立信会计金融学院的发祥地。
1994年，吉祥里已被列为第二批上海市优秀历史建筑，编号A-Ⅲ-035。